# Saint-Martin-de-Goyne
Saint-Martin-de-Goyne település Franciaországban, Gers megyében. Lakosainak száma 126 fő (2022. január 1.). Saint-Martin-de-Goyne Berrac, Castéra-Lectourois, Lagarde, Larroque-Engalin, Lectoure és Saint-Mézard községekkel határos.

## Népesség
A település népessége az elmúlt években az alábbi módon változott:
| Lakosok száma | 138  | 117  | 117  | 124  | 132  | 132  | 126  | 122  | 119  | 126  |
|               | 1968 | 1982 | 1990 | 2006 | 2013 | 2015 | 2017 | 2019 | 2020 | 2022 |